# Джавов, Гризи Джавович
Гризи Джавович Джавов (1916, к. Хуф, бекство Рушан, Бухарский эмират, Российская империя — ?) — советский таджикский государственный и партийный деятель. Первый секретарь Горно-Бадахшанского обкома КП Таджикистана (1961—1963).

## Биография
Родился в крестьянской семье. Член ВКП(б) с 1940 г. В 1951 г. окончил Партийную школу при ЦК КП(б) Таджикистана.
- 1938—1942 гг. — учитель начальной школы (кишлак Хуф Горно-Бадахшанской автономной области),
- 1942—1943 гг. — партийный организатор ЦК КП(б) Таджикистана колхоза «Аскари Сурх» (Рушанский район Горно-Бадахшанской автономной области),
- 1943—1945 гг. — заместитель заведующего отделом пропаганды и агитации Рушанского районного комитета КП(б) Таджикистана,
- 1945—1947 гг. — заведующий организационно-инструкторским отделом Рушанского районного комитета КП(б) Таджикистана,
- 1947—1949 гг. — секретарь Рушанского районного комитета КП(б) Таджикистана по кадрам,
- 1951—1952 гг. — второй секретарь Шугнанского районного комитета КП(б) Таджикистана,
- 1957—1961 гг. — председатель Горно-Бадахшанского исполнительного комитета областного совета депутатов,
- 1961—1963 гг. — первый секретарь Горно-Бадахшанского областного комитета КП Таджикистана,
- 1963—1968 гг. — директор совхоза «Муминабад» (Кулябский район Таджикской ССР),
- 1968—1977 гг. — заместитель председателя Государственного комитета Совета Министров Таджикской ССР по труду,
- 1977—1987 гг. — председатель Государственного комитета Совета Министров-Государственного комитета Таджикской ССР по труду.

Избирался депутатом Верховного Совета СССР 6-го созыва, Верховного Совета Таджикской ССР, членом ЦК КП Таджикистана.

## Награды и звания
Награждён двумя орденами «Знак Почета», пятью медалями, двумя Почетными Грамотами Президиума Верховного Совета.